# مقاومت داخلی

مدل مقاومت داخلی منبع تغذیه

در منبع ولتاژ واقعی که مداری خطی است طبق نظریه تونن
شامل منبع ولتاژ ایده‌آل همراه با امپدانس داخلی سری هست که با نام مقاومت داخلی (انگلیسی: Internal resistance) شناخته می‌شود. زمانی که منبع توان، جریان الکتریکی را در مدار به جریان می‌اندازد، ولتاژ خروجی از ولتاژ بی‌باری کم‌تر است؛ دلیل آن مقاومت داخلی منبع تغذیه عنوان شده‌است. تأثیر مقاومت داخلی در تمامی منابع تغذیه در نظر گرفته می‌شود و به آنالیز انواع مدارهای الکتریکی کمک می‌کند.

## محاسبه
مقاومت داخلی را می‌توان از طریق معادله بی‌باری به دست آورد به این ترتیب که ولتاژ در حالت بی‌باری را با VNL، ولتاژ در حالت وجود بار را با VFL، و مقدار مقاومت بار را با RL نشان داده می‌شود و مقاومت داخلی طبق معادله زیر محاسبه می‌شود:
{\displaystyle R_{\text{int}}=\left({{\frac {V_{\text{NL}}}{V_{\text{FL}}}}-1}\right){R_{\text{L}}}}